# بونیر
بونـِیر(تلفظ به انگلیسیbɒˈnɛər) (به هلندی: Bonaire)، پاپیامنتو: Boneiru یکی از سه جزیره جزایر کارائیب هلند است و شامل جزیره کارائیب بونیر و جزایر هلالی شکل غربی (به انگلیسی: western crescent) و مناطق غیر مسکونی کلین بونیر هست همراه با جزایر آروبا و کوراسائو گروه جزایر ای‌بی‌سی جزایر بادپناه را تشکیل می‌دهند که در جنوب آنتیل کوچک قرار دارد.
مرکز بونیر شهر کرالن‌دیک است.
نام بونیر در اصل از کلمه بونی 'Bonay' نشات گرفت که بعدها اسپانیایی‌ها و هلندی‌های پیش‌آهنگ این کلمه را به بوینای 'Bojnaj' و بُن‌ایر'Bonaire' که به معنی هوای خوب هست تغییر دادند.

## نگارخانه

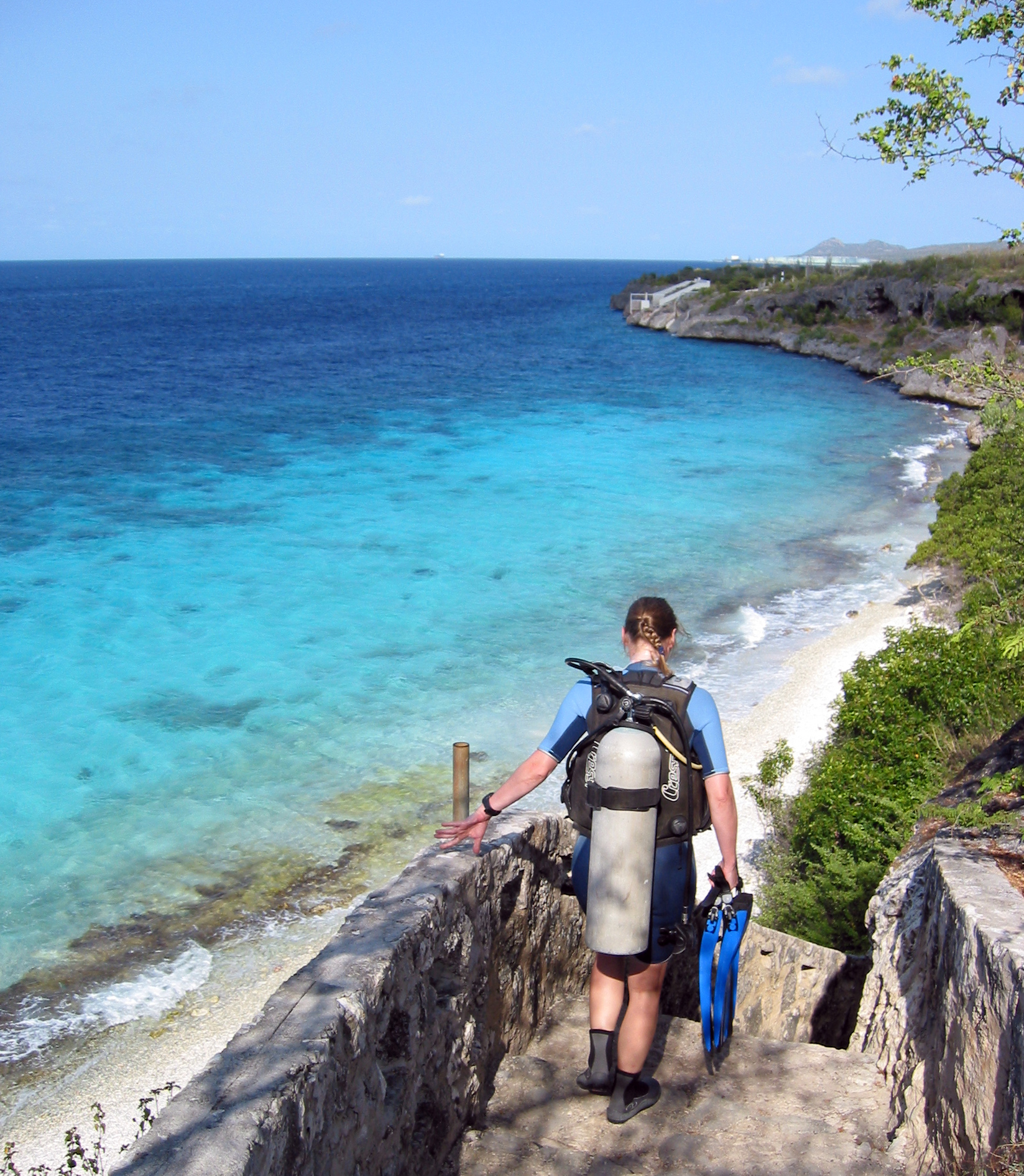
بونیر محل مناسبی برای گردشگران غواصی عمیق و کم‌عمق است.
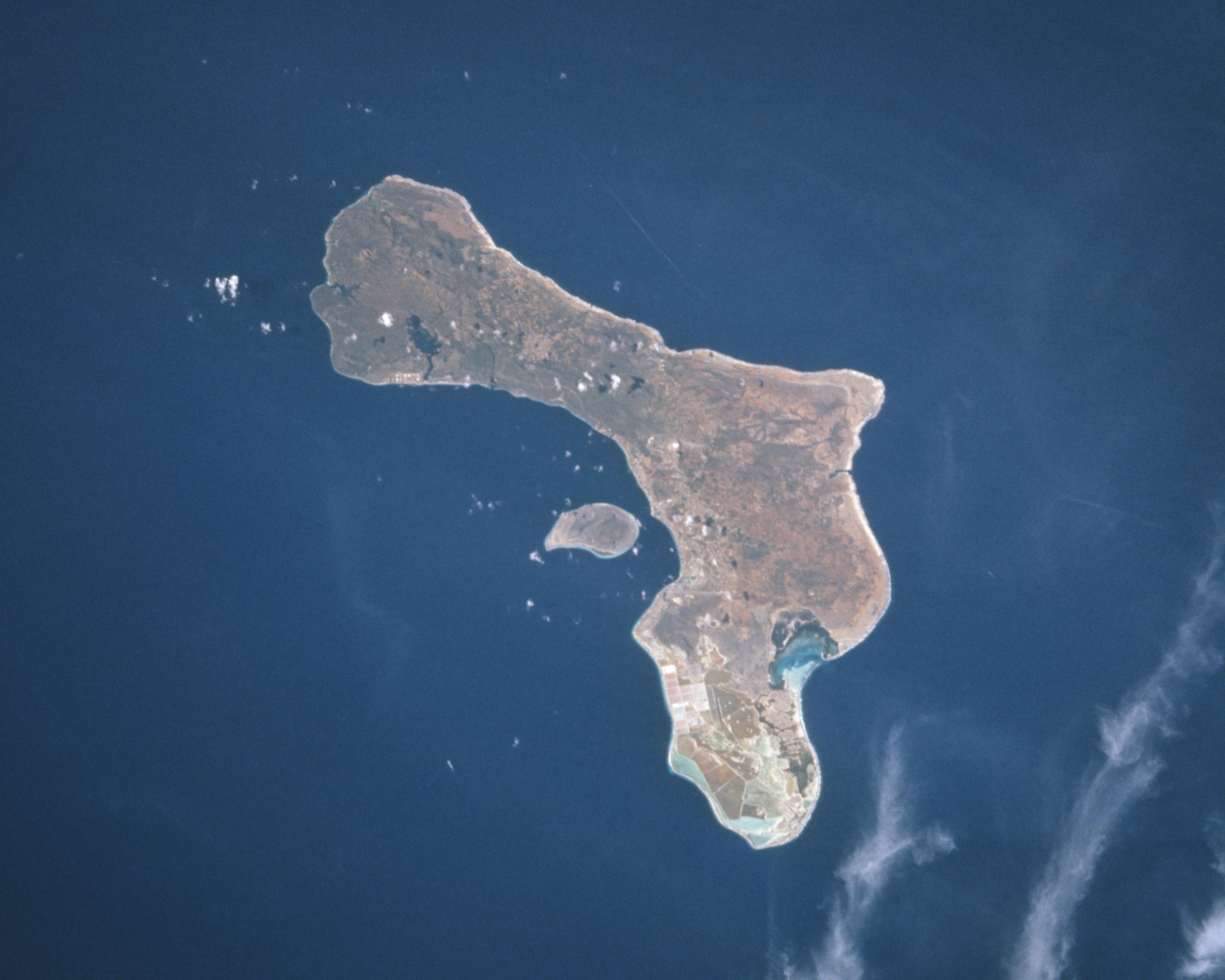
عکس هوایی از جزایر بونیر و کلین بونیر
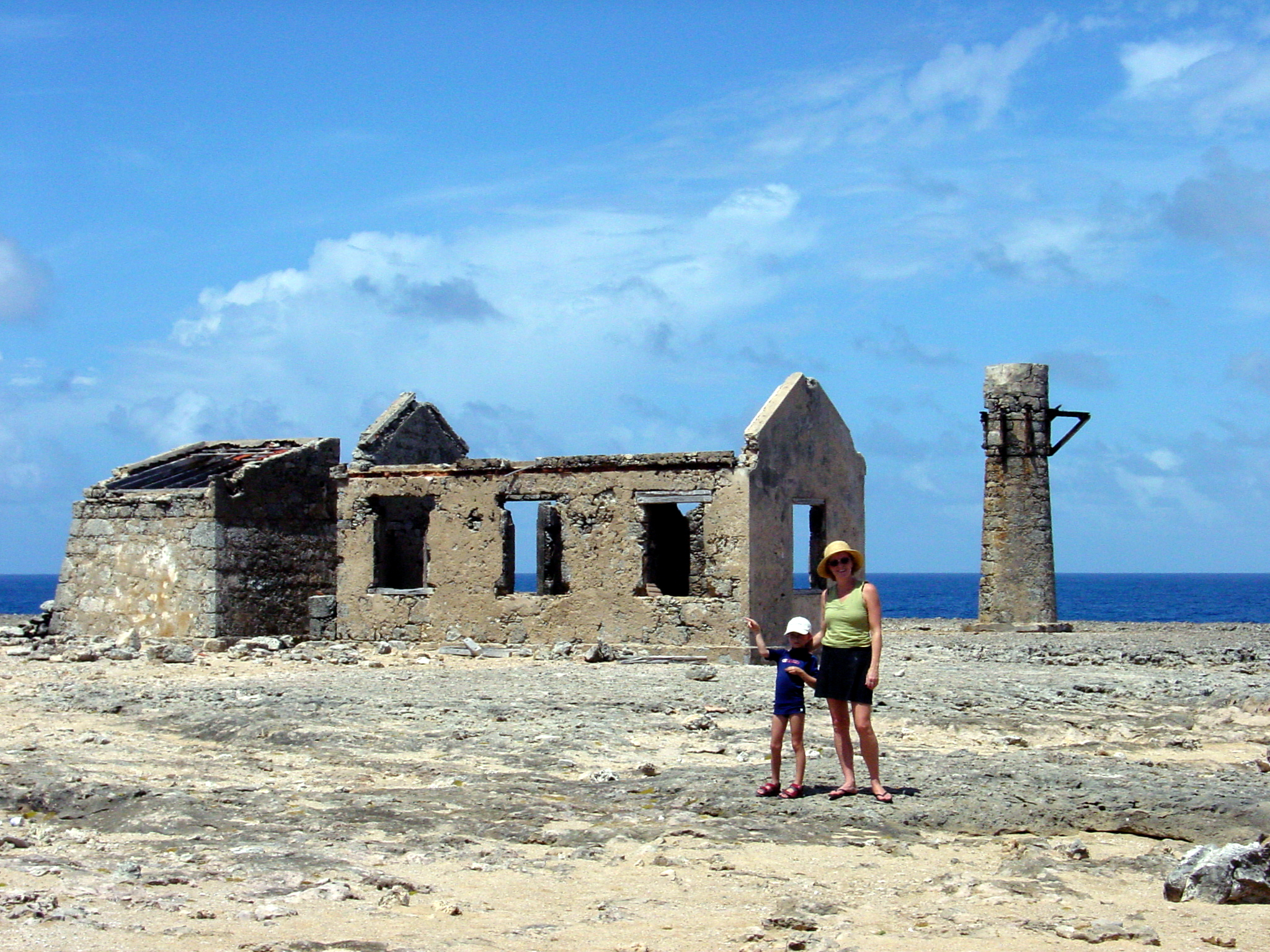

## توضیحات
1. ↑  .bq is designated, but not in use, for the Caribbean Netherlands.[۵][۶] Like the rest of the Netherlands, .nl is primarily in use.